# Signo suave latino
El signo suave latino (Ь, ь) es una letra adicional del alfabeto latino. Se introdujo en 1928 en el Yañalif reformado y más tarde en otros alfabetos para las lenguas minoritarias soviéticas. La letra fue diseñada específicamente para representar los sonidos de vocales cercanas no frontales AFI: /ɨ/ e /ɯ/. Por lo tanto, esta letra corresponde a la letra ⟨ı⟩ en los alfabetos turcos modernos.

El signo suave latino

En los alfabetos que usaban esta letra, la forma minúscula de B era una pequeña ⟨ʙ⟩ mayúscula para que no hubiera confusión entre b y Ь.

## Uso
Inicialmente, la letra era parte del proyecto general del alfabeto latino llamado Yañalif, que se convirtió en la base para el desarrollo de alfabetos para las lenguas de los pueblos de la Unión Soviética, por ejemplo, para el kurdo , abaza , sami , ingrio , camulco , komi , tsakhur , azerí y bashkir , así como en el proyecto de reforma del alfabeto udmurto . Durante el proyecto de latinización del idioma ruso, esta letra correspondía a la letra cirílica ⟨ Ы ы ⟩ . En Kalmyk, sin embargo, representaba la palatalización de la consonante precedente, correspondiendo así al signo suave cirílico.

## En Unicode
El signo suave latino no se ha adoptado en Unicode debido a la preocupación de que codificarla podría abrir la puerta a "duplicar todo el alfabeto cirílico como letras latinas".